# 市貝町芝ざくら公園
市貝町芝ざくら公園（いちかいまちしばざくらこうえん）は、栃木県芳賀郡市貝町にある公園。

## 概要
2006年（平成18年）に開設された公園で、園地は芳那の水晶湖（塩田調整池）を掘削した際の残土の上に造られている。8ヘクタールの園地のうち2.4ヘクタールに芝桜が植えられており、ボランティアによって植えられた芝桜の植栽面積は本州最大級。毎年4月から5月にかけて催される『芝ざくらまつり』には特に多くの人が訪れる。

## アクセス

### 公共交通機関
- JR東日本烏山線 - 烏山駅から約7.2 km、タクシーで約15分

徒歩での最寄駅は鳥山線小塙駅となり、約5.9km、徒歩約1時間15分

### 自家用車
- 国道294号向田交差点から県道64号を西進